# Mine de Jacobs Ranch
 (mars 2025).
La mine de Jacobs Ranch est une mine à ciel ouvert de charbon située au Wyoming aux États-Unis. Elle est détenue par Arch Coal depuis 2009, date de son rachat à Rio Tinto pour 761 millions de $. Elle produit approximativement 38 millions de tonnes de charbon par an.